# John Kordic
John Nick Kordic (né le 22 mars 1965 à Edmonton, Alberta au Canada – mort le 8 août 1992 à Québec dans la province de Québec) est un joueur professionnel canadien de hockey sur glace qui évoluait au poste d'ailier. 

## Biographie
Kordic, bagarreur, était reconnu pour faire usage de stéroïdes anabolisants afin, entre autres, d'augmenter sa masse musculaire,.
Il est mort à l'âge de 27 ans d'un arrêt respiratoire attribuable à une dysfonction cardiaque dans une chambre du motel Maxim situé sur le Boulevard Wilfrid-Hamel à L'Ancienne-Lorette.
Il a gagné la coupe Memorial avec le WinterHawks de Portland, la coupe Calder avec les Canadiens de Sherbrooke et la coupe Stanley avec les Canadiens de Montréal.

## Statistiques
| Saison     | Équipe                  | Ligue      |     | Saison régulière | Saison régulière | Saison régulière | Saison régulière | Saison régulière |   | Séries éliminatoires | Séries éliminatoires | Séries éliminatoires | Séries éliminatoires | Séries éliminatoires |
| Saison     | Équipe                  | Ligue      | PJ  | B                | A                | Pts              | Pun              | PJ               | B | A                    | Pts                  | Pun                  |                      |                      |
| 1982-1983  | Winterhawks de Portland | LHOu       | 72  | 3                | 22               | 25               | 235              | 14               | 1 | 6                    | 7                    | 30                   |                      |                      |
| 1983-1984  | Winterhawks de Portland | LHOu       | 67  | 9                | 50               | 59               | 232              | 14               | 0 | 3                    | 3                    | 56                   |                      |                      |
| 1984-1985  | Canadiens de Sherbrooke | LAH        | 4   | 0                | 0                | 0                | 4                | 4                | 0 | 0                    | 0                    | 11                   |                      |                      |
| 1984-1985  | Winterhawks de Portland | LHOu       | 25  | 6                | 22               | 28               | 73               |                  |   |                      |                      |                      |                      |                      |
| 1984-1985  | Breakers de Seattle     | LHOu       | 46  | 17               | 36               | 53               | 154              |                  |   |                      |                      |                      |                      |                      |
| 1985-1986  | Canadiens de Sherbrooke | LAH        | 68  | 3                | 14               | 17               | 238              |                  |   |                      |                      |                      |                      |                      |
| 1985-1986  | Canadiens de Montréal   | LNH        | 5   | 0                | 1                | 1                | 12               | 18               | 0 | 0                    | 0                    | 53                   |                      |                      |
| 1986-1987  | Canadiens de Sherbrooke | LAH        | 10  | 4                | 4                | 8                | 49               |                  |   |                      |                      |                      |                      |                      |
| 1986-1987  | Canadiens de Montréal   | LNH        | 44  | 5                | 3                | 8                | 151              | 11               | 2 | 0                    | 2                    | 19                   |                      |                      |
| 1987-1988  | Canadiens de Montréal   | LNH        | 60  | 2                | 6                | 8                | 159              | 7                | 2 | 2                    | 4                    | 26                   |                      |                      |
| 1988-1989  | Canadiens de Montréal   | LNH        | 6   | 0                | 0                | 0                | 13               |                  |   |                      |                      |                      |                      |                      |
| 1988-1989  | Maple Leafs de Toronto  | LNH        | 46  | 1                | 2                | 3                | 185              |                  |   |                      |                      |                      |                      |                      |
| 1989-1990  | Maple Leafs de Toronto  | LNH        | 55  | 9                | 4                | 13               | 252              | 5                | 0 | 1                    | 1                    | 33                   |                      |                      |
| 1990-1991  | Saints de Newmarket     | LAH        | 8   | 1                | 1                | 2                | 79               |                  |   |                      |                      |                      |                      |                      |
| 1990-1991  | Maple Leafs de Toronto  | LNH        | 3   | 0                | 0                | 0                | 9                |                  |   |                      |                      |                      |                      |                      |
| 1990-1991  | Capitals de Washington  | LNH        | 7   | 0                | 0                | 0                | 101              |                  |   |                      |                      |                      |                      |                      |
| 1991-1992  | Oilers du Cap-Breton    | LAH        | 12  | 2                | 1                | 3                | 141              | 5                | 0 | 1                    | 1                    | 53                   |                      |                      |
| 1991-1992  | Nordiques de Québec     | LNH        | 18  | 0                | 2                | 2                | 115              |                  |   |                      |                      |                      |                      |                      |
| Totaux LNH | Totaux LNH              | Totaux LNH | 244 | 17               | 18               | 35               | 997              | 41               | 4 | 3                    | 7                    | 131                  |                      |                      |

## Trophées et honneurs personnels
- 1985 : nommé dans la 2e équipes d'étoiles de l'Ouest

## Parenté dans le sport
- Frère du joueur Dan Kordic.